# Birjulki (Maikapar)
Birjulki (russisch Бирюльки, wiss. Transliteration Birjul'ki; auch in den Schreibungen Biriulki oder Byriulki) op. 28 von Samuel Maikapar (1867–1938) ist eine Suite mit bagatellenartigen Klavierstücken für junge Pianisten. Sie gilt in Russland als ein Klassiker der Klavierliteratur und -pädagogik.
Der Titel des Werkes stammt von einem alten, heute fast ausgestorbenen Kinderspiel mit kleinen hölzernen Miniaturen von Haushaltsgeräten, die eine täuschende Ähnlichkeit mit echten haben, aber natürlich viel kleiner sind.
Der Komponist Samuel Maikapar war ein renommierter russisch-sowjetischer Pianist, Komponist und Klavierpädagoge, der eine ganze Reihe von Klavierstücken für Kinder und Jugendliche geschrieben hat. Er lehrte als Professor und Direktor des Moskauer Konservatoriums, war Dozent am Petrograder Konservatorium und Musikschriftsteller. Vor allem dieser Zyklus von Klavierminiaturen und seine Romanzen sind sehr beliebt.
Meist handelt es sich bei den Stücken des Zyklus um kürzere Genre- oder Charakterstücke. Sie sind vergleichbar der pädagogischen Herangehensweise von Robert Schumann (im Album für die Jugend – dem ersten Teil), Stephen Heller (z. B. in seinen 25 melodischen Etüden für Klavier op. 45), Dmitri Kabalewski und Béla Bartók (z. B. in Für Kinder – dort allerdings gestützt auf Volkslieder) und, mit einer großen Fähigkeit der Komponisten, einerseits spieltechnisch leicht bis mittelschwer und insbesondere für Kinder gut verständlich zu komponieren, andererseits aber nicht ins Banale abzugleiten, sondern ganz im Gegenteil den Intellekt des jungen Spielers anzusprechen.

## Einzelne Stücke
1. In einem kleinen Garten / W sadike (russisch В садике, wiss. Transliteration V sadike)
2. Kleines Waisenkind / Sirotka (russisch Сиротка, wiss. Transliteration Sirotka)
3. Kleiner Hirtenjunge / Pastuschok (russisch Пастушок, wiss. Transliteration Pastušok)
4. Im Herbst / Ossenju (russisch Осенью, wiss. Transliteration Osen'ju)
5. Walzer / Wals (russisch Вальс, wiss. Transliteration Val's)
6. Ängstlicher Moment / Trewoschnaja minuta (russisch Тревожная минута, wiss. Transliteration Trevožnaja minuta)
7. Polka / Polka (russisch Полька, wiss. Transliteration Pol'ka)
8. Flüchtiges Phantom / Mimoletnoje widenije. Skerzino (russisch Мимолетное видение. Скерцино, wiss. Transliteration Mimoletnoe videnie. Skercino)
9. Kleiner Kommandant / Malenki komandir (russisch Маленький командир, wiss. Transliteration Malen'kij komandir)
10. Kleines Märchen / Skasotschka (russisch Сказочка, wiss. Transliteration Skazočka)
11. Menuett / Menuet (russisch Менуэт, wiss. Transliteration Menuėt)
12. Kleiner Schmetterling / Motylek (russisch Мотылек, wiss. Transliteration Motylek)
13. Spielschachtel / Musykalnaja schkatulotschka (russisch Музыкальная шкатулочка, wiss. Transliteration Muzykal'naja škatuločka)
14. Trauermarsch / Pochoronny marsch (russisch Похоронный марш, wiss. Transliteration Pochoronnyj marš)
15. Wiegenlied / Kolybelnaja (russisch Колыбельная, wiss. Transliteration Kolybel'naja)
16. Seemannslied / Pesnja morjakow (russisch Песня моряков, wiss. Transliteration Pesnja morjakov)
17. Legende / Legenda (russisch Легенда, wiss. Transliteration Legenda)
18. Präludium und Fughetta / Preljudija i fugetta (russisch Прелюдия и фугетта, wiss. Transliteration Preljudija i fugetta)
19. Echo in den Bergen / Echo w gorach (russisch Эхо в горах, wiss. Transliteration Ėcho v gorach)
20. Gavotte / Gawot (russisch Гавот, wiss. Transliteration Gavot)
21. Im Frühling / Wesnoju (russisch Весною, wiss. Transliteration Vesnoju)
22. Sieben-Meilen-Stiefel / Semimilnyje sapogi (russisch Семимильные сапоги, wiss. Transliteration Semimil'nye sapogi)
23. Auf der Eisbahn / Na katke (russisch На катке, wiss. Transliteration Na katke)
24. Wolken / Oblaka plywut (russisch Облака плывут, wiss. Transliteration Oblaka plyvut)
25. Romanze / Romans (russisch Романс, wiss. Transliteration Romans)
26. Reiter im Wald / Wsadnik w lessu. Ballada (russisch Всадник в лесу. Баллада, wiss. Transliteration Vsadnik v lesu. Ballada)[2]